# Filip z Türje
Filip z Türje (maďarsky Türje nembeli Fülöp), nesprávně též jako Filip ze Szentgrótu (maďarsky Szentgróti Fülöp, * kolem roku 1218 – 18. prosince 1272) byl uherský prelát ve 13. století, biskup záhřebský v letech 1247 nebo 1248 až 1262 a arcibiskup ostřihomský v letech 1262 až do své smrti.

## Život a činnost
Filip se narodil kolem roku 1218 do vlivného rodu Türjenských, původem ze Zalské župy. Vyrůstal u královského dvora.  Jeho otcem byl Jáchym Türje (též Ivachin), jenž byl kolem roku 1210 županem v Sibini a z tohoto titulu byl velitelem spojených vojsk Sasů, Valachů, Sikulů a Pečeněhů, s nimiž pomáhal bulharskému carovi Borilovi proti třem rebelujícím kumánským vůdcům.  Filipův bratranec byl mocný baron a vojevůdce Denis Türje, ve 40. letech 13. století uherský palatin  Filip měl bratra Tomáše, išpána v Karakó a zakladatele rodu Szentgrótiů. 
V mládí Filip prchal společně s králem Bélou IV. a královským dvorem na Dalmatské pobřeží po katastrofální porážce u Mohi a zůstal zde až do stažení mongolských vojsk z Uher v roce 1242.  Jako první získal roku 1246 titul probošta v Dimiši.  Působil také jako kancléř a zpovědník královny manželky Marie Laskarinové, až do roku 1248.  Jako kancléř se účastnil proces přerozdělování území poza Drávou.  Byl také soudcem ve věci poddaných Bakonybélského kláštera, kdy odmítal uznat společenský status služebníků opatství coby církevních vazalů a vyslovil se pro zachování jejich stavu jako udvornici.  V královské listině z roku 1250, kdy byl proboštem, je Filip jmenován mezi členy diplomatické mise do Českého království. Kolem roku 1247 doprovázel dceru krále Bély Alžbětu do Bavor, kde se později provdala za vévodu Jindřicha XIII.

## Biskupem záhřebským
Filip byl v roce 1248 zvolen záhřebským biskupem, jedna z listin však uvádí, že tento titul obdržel již v roce 1247.

## Arcibiskupem ostřihomským
Po smrti ostřihomského arcibiskupa Benedikta v druhé půli roku 1261 jmenoval 11. ledna 1262 papež Urban IV. Filipa apoštolským administrátorem metropolitního stolce. Papež jej zároveň pozval do Říma, kde jej 7. března 1262 postuloval (jmenoval) arcibiskupem  s papežské potvrzení udělil 8. května.  Současně s tím jej uherský král Béla IV. ustanovil královským kancléřem. Tento úřad Filip zastával až do panovníkovy smrti v květnu 1270.